# U. Shrinivas

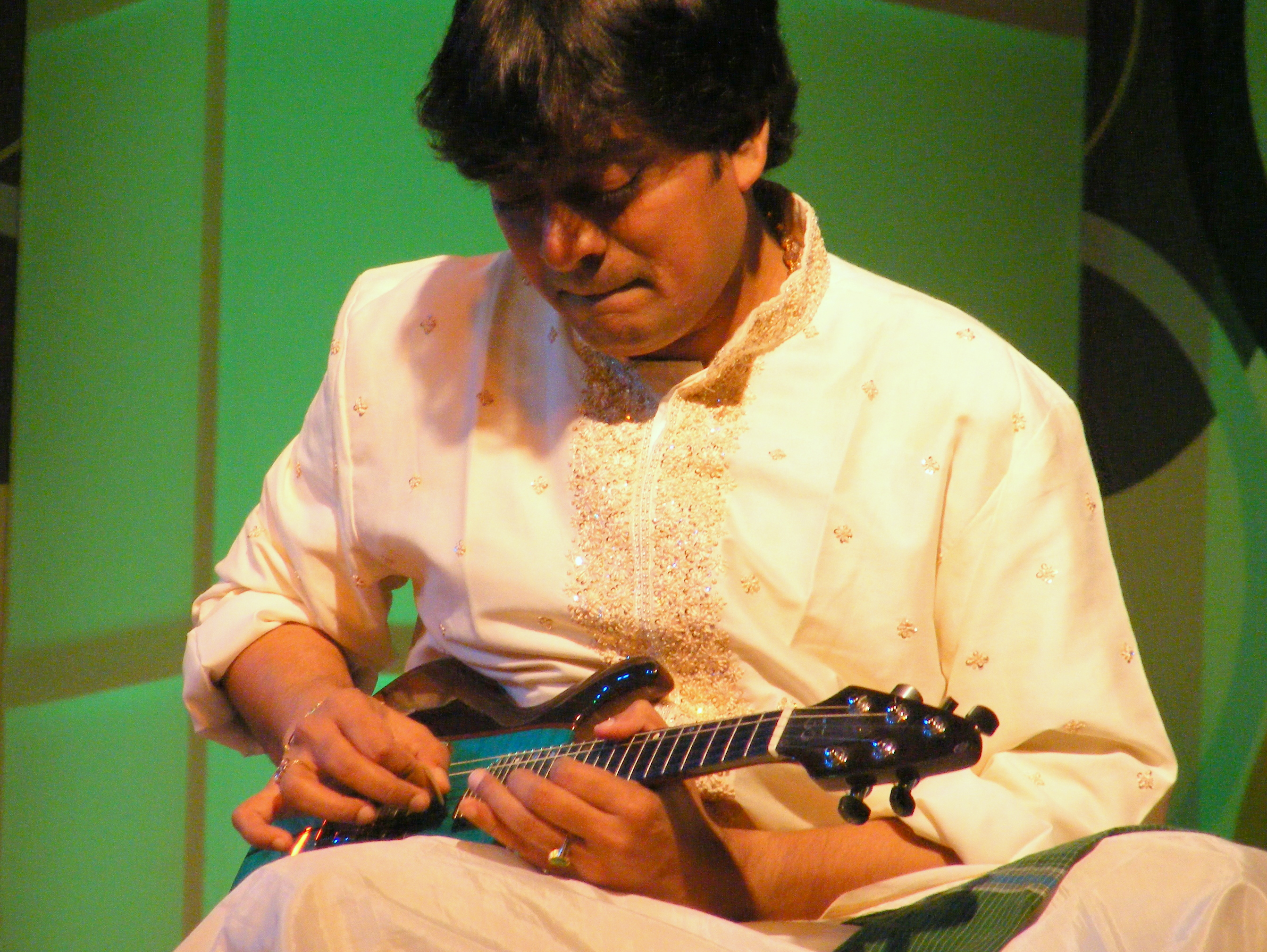
U. Shrinivas 2009 in Pune

U. Shrinivas (Upalappu Shrinivas; * 28. Februar 1969 in Palakol, Andhra Pradesh; † 19. September 2014 in Chennai, Tamil Nadu) war ein indischer Mandolinist, der seine musikalischen Ursprünge in der karnatischen Musiktradition (südindische Klassik) hat. Er wurde unter anderem durch seine Zusammenarbeit mit John McLaughlin im Rahmen des "Remember Shakti"-Projektes international bekannt.

## Musikalischer Werdegang
Im Alter von sechs Jahren fing Shrinivas an, auf der Mandoline seines Vaters Satyanarayana zu spielen. Als dieser sein Talent bemerkte, brachte er ihm bei, was er an karnatischer Musik kannte. Kurze Zeit darauf erkannte seines Vaters Guru Rudraraju Subbaraju (ein bekannter karnatischer Sänger) sein Potential und begann, ihn zu unterrichten. Da Rudraraju Subbaraju nicht Mandoline spielte, sang er Shrinivas vor, was dieser spielen sollte.
Schon früh zählte er zu den Wunderkindern der karnatischen Musik und war der erste bekannte karnatische Mandolinist. Die indische Mandoline hat nur wenig Ähnlichkeit mit der europäischen Mandoline. Sie ist fünfsaitig und erinnert eher an eine kleine E-Gitarre. Shrinivas hat sie an die Anforderungen der karnatischen Musik angepasst, in der sie sich etablierte.
Seinen ersten öffentlichen Auftritt hatte Shrinivas 1978 auf dem Thyagaraja Aradhana Festival (ein Festival für karnatische Musik) in Gudivada (Andhra Pradesh, Indien). Drei Jahre später spielte er während der Madras Music Season. 1983 nahm er an den Berliner Jazztagen teil. Shrinivas trat weltweit auf und leitete das Shrinivas Institute of World Music, eine von ihm gegründete Musikschule.

## Zusammenarbeit
Shrinivas spielte sowohl mit den westlichen Musikern John McLaughlin, Michael Brook, Nigel Kennedy, Naná Vasconcelos, Michael Nyman zusammen als auch mit indischen Musikern, wie Hariprasad Chaurasia, Zakir Hussain und V. Selvaganesh.

## Auszeichnungen (Auswahl)
- Padma Shri (12. April 1998) vom indischen Präsidenten
- Sangeeta Ratna
- Sanatan Sangeet Puraskar von Sangeet Sanskriti
- Titled Asthana Vidwan von der Regierung Tamil Nadus (Juli 1984)
- Raja-Lakshmi Award 1985 von der Sri Raja-Lakshmi Foundation (Chennai)
- Mysore T. Chowdiah Memorial National Award
- Sangeetha Bala Bhaskara von Sangeetha Kalanidhi M.S. Subbulakshmi
- National Citizen’s Award 1991 vom indischen Präsidenten
- Special TTK Award und Best Artist Award der Madras Music Academy (1983 und 1993)
- Rajiv Gandhi National Integration Award